# قضية مظنونة
المظنونات هي القضايا التي يحكم فيها حكما راجحا، مع تجويز نقيضه، كقولنا: فلان يطوف بالليل، وكل من يطوف بالليل فهو سارق، والقياس المركب من المقبولات والمظنونات يسمى خطابة.